# خوسيه كاسترو (مقاوم)
خوسيه كاسترو (بالفرنسية: Xosé Castro Veiga)‏ (و. 1915 – 1965 م) هو مقاوم عسكري إسباني، توفي عن عمر يناهز 50 عاماً.